# Pâlnie Büchner
Pâlnia Büchner este un instrument utilizat în procesul de filtrare. Este fabricată în mod tradițional din porțelan, dar există și pâlnii din plastic sau sticlă.

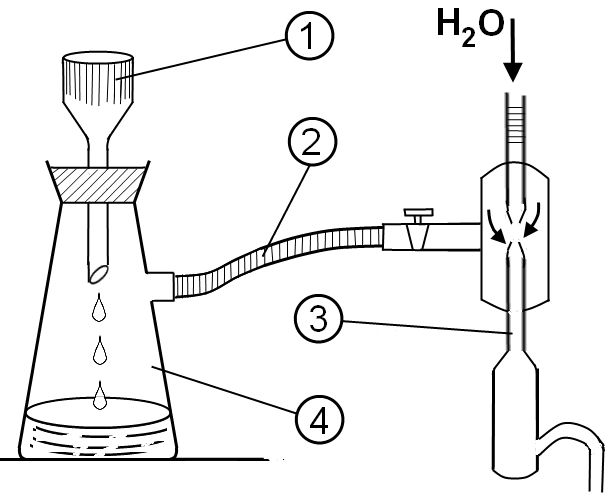
Utilizarea pâlniei Büchner la instalaţia pentru filtrarea în vid
1. pâlnie Büchner
2 - tub de cauciuc
3 - trompă de apă
4 - vas de trompă.